# Orchid (Opeth)
Orchid is het eerste studioalbum van de Zweedse metalband Opeth.
Het album werd op 15 mei 1995 in Europa uitgebracht door Candlelight Records en meer dan twee jaar later ook in de Verenigde Staten door Century Black. Het album combineert progressieve rock en progressieve metal met deathmetal en black metal. In 2000 werd het album opnieuw uitgegeven met het nummer "Into the Frost of Winter" (een vroege opname uit 1992) als bonustrack.

## Nummers
1. "In Mist She Was Standing" (14.09)
2. "Under the Weeping Moon" (9.52)
3. "Silhouette" (3.07) (instrumentaal)
4. "Forest of October"  (13.04)
5. "The Twilight Is My Robe" (11.01)
6. "Requiem" (1.11) (instrumentaal)
7. "The Apostle in Triumph" (13.01)
8. "Into the Frost of Winter" (6.20) (bonustrack op heruitgave)

## Bezetting
- Mikael Åkerfeldt - zang, elektrische gitaar, akoestische gitaar.
- Peter Lindgren - elektrische gitaar, akoestische gitaar.
- Johan DeFarfalla - basgitaar, achtergrondzang
- Anders Nordin - drums, percussie, piano